# Gennadi Strachov
Gennadi Strachov, född den 1 november 1944 i Moskva, Ryssland, död 30 december 2020, var en sovjetisk brottare som tog OS-silver i lätt tungviktsbrottning i fristilsklassen 1972 i München.